# یوناس هکتور
یوناس هکتور (انگلیسی: Jonas Hector؛ زادهٔ ۲۷ مهٔ ۱۹۹۰) یک بازیکن فوتبال اهل آلمان است که کاپیتان سابق باشگاه کلن در پست دفاع چپ بازی می کرد.
وی همچنین در تیم ملی فوتبال آلمان بازی کرده‌است.
هکتور در تیم المپیک المان برای بازی‌های المپیک تابستانی ۲۰۱۶ نیز حضور داشته‌است. او در تیم آلمان برای جام کنفدراسیون‌ها ۲۰۱۷ نیز حضور داشت که با قهرمانی آلمان پایان گرفت.